# Izquierda Comunista de España
La Izquierda Comunista de España (ICE), también conocida como Izquierda Comunista, fue un partido político español de ideología marxista durante la década de 1930.
En 1930, León Trotski y sus seguidores en el seno del movimiento comunista internacional habían constituido la Oposición de Izquierda Internacional, para agrupar mundialmente a los bolcheviques-leninistas (como se denominaban a sí mismos los comunistas opuestos al estalinismo). 
Ese mismo año, los  oposicionistas españoles forman la Oposición Comunista de España, sección española de la Oposición de Izquierda Internacional, con el objetivo de organizar a los expulsados del Partido Comunista de España (PCE) y a los aún militantes en él.
Tras su II Conferencia Nacional (marzo de 1932) y la constatación de la imposibilidad de reformar el PCE de acuerdo a sus postulados, la Oposición Comunista de España se constituye como partido político con el nombre de ICE. 
Su militancia llegó al millar de afiliados. Sus principales bases de apoyo estaban en Madrid, Cataluña, Asturias, Castilla y León y Extremadura, donde contaba con gran fuerza en la provincia de Badajoz, especialmente en Llerena y sus alrededores. Realizaba su trabajo sindical en el seno de la Unión General de Trabajadores.
Dirigida por Andrés Nin, Juan Andrade, Enrique Fernández Sendón ("L. Fersen") y Grandizo Munis, entre otros, la ICE participó en la Alianza Obrera y en la revolución de Asturias de 1934. En esa etapa, el giro a la izquierda, hacia posiciones revolucionarias, de las Juventudes Socialistas de España hizo que sus dirigentes, como Santiago Carrillo, le planteasen a la ICE ingresar en las organizaciones socialistas para contribuir al mismo, un proceso conocido como bolchevización. A raíz de esto, la ICE vivió un debate interno crucial entre los favorables a entrar en el PSOE, encabezados por Grandizo Munis, y los partidarios de fusionarse con el Bloque Obrero y Campesino (BOC) de Joaquín Maurín, encabezados por Nin y que resultaron mayoritarios. 
La ICE se fusionó con el BOC en septiembre de 1935, dando lugar al Partido Obrero de Unificación Marxista (POUM) y rompiendo sus lazos políticos con Trotski, partidario de la otra opción. 
El órgano oficial de la ICE fue la revista Comunismo y su órgano de debate teórico, El Sóviet.